# Nouvelle Vague (película)
Nouvelle Vague es una película francesa dirigida por Richard Linklater. Protagonizada por Guillaume Marbeck como Jean-Luc Godard, Zoey Deutch como Jean Seberg, y Aubry Dullin como Jean-Paul Belmondo. 
Narra el rodaje de la película de Jean-Luc Godard À bout de souffle (1960).
La película se estrenará mundialmente en la competencia principal del Festival Internacional de Cine de Cannes de 2025.

## Reparto
- Guillaume Marbeck como Jean-Luc Godard[1]
- Zoey Deutch como Jean Seberg[2]
- Aubry Dullin como Jean-Paul Belmondo[3]
- Bruno Dreyfürst como Georges de Beauregard (productor)
- Benjamin Clery como Pierre Rissient
- Matthieu Penchinat como Raoul Coutard
- Pauline Belle como Suzon Faye
- Blaise Pettebone como Marc Pierret
- Benoît Bouthors como Claude Beausoleil
- Paolo Luka Noé como François Moreuil, marido de Seberg[4]
- Adrien Rouyard como François Truffaut
- Jade Phan-Gia como maquilladora de Seberg[1]
- Jodie Ruth-Forest como Suzanne Schiffman[5]
- Antoine Besson como Claude Chabrol
- Roxane Rivière como Agnès Varda
- Jean-Jacques Le Vessier como Jean Cocteau
- Côme Thieulin como Éric Rohmer
- Laurent Mothe como Roberto Rossellini
- Jonas Marmy como Jacques Rivette
- Niko Ravel como Michel Fabre

## Producción
Linklater reveló en octubre de 2023 sus planes de rodar en Francia una película sobre el movimiento de la Nueva Ola Francesa. La película es el primer proyecto de Linklater rodado íntegramente en francés. Se ha informado de que está rodada en blanco y negro y en relación de aspecto 4:3. El rodaje comenzó en París el 4 de marzo de 2024 y concluyó en abril de 2024. La película recibió un avance sur recettes (avance sobre recaudación) subvención del Centro Nacional del Cine y la Imagen Animada (CNC) de Francia.

## Estreno
En abril de 2025 se anunció que Nouvelle Vague competiría por la Palma de Oro en el Festival Internacional de Cine de Cannes de 2025, previsto para mayo de 2025.